# Netomocera africana
Netomocera africana är en stekelart som beskrevs av Karl-Johan Hedqvist 1971. Netomocera africana ingår i släktet Netomocera och familjen puppglanssteklar. Inga underarter finns listade i Catalogue of Life.